# Geografía de Pakistán

Pakistán

La geografía de Pakistán es el resultado del brusco choque entre dos placas tectónicas. Las provincias de Sind y Panyab se sitúan sobre la placa indoaustraliana, mientras que las provincias de Baluchistán y gran parte de Khyber Pakhtunkhwa pertenecen a la placa euroasiática. Todo ello origina que el norte del país sea especialmente montañoso, con algunas de las montañas más altas del planeta. Dichas montañas son atravesadas por el río Indo, principal río del país, nacido en la meseta tibetana, y que recorre Pakistán de norte a sur, hasta desembocar en un gran delta que provoca inundaciones estacionales.
Pakistán se ubica en el sur de Asia. Al oeste tiene frontera terrestre con Irán, al noroeste con Afganistán, al noreste con China y al este con la India. El sur del país es una zona costera sobre el mar Arábigo. El noreste del país se encuentra dentro del territorio de Cachemira, en disputa por Pakistán, China y la India. La zona administrada por Pakistán, donde se encuentra la cordillera del Karakorum y el K2, segundo pico más alto del planeta, es reclamada por la India.
Las montañas del norte de Pakistán son el extremo occidental de la altiplanicie tibetana, y de la gran cordillera del Himalaya. La mayor montaña es el K2, con una altura de 8611 metros sobre el nivel del mar, situada en la frontera china del Karakorum, donde se pueden encontrar también hasta tres montañas más que superan los 8000 metros. En Pakistán también se encuentra el ochomil más occidental del planeta, el Nanga Parbat, con 8125 metros.
La zona de Beluchistán, en la frontera afgana es principalmente una altiplanicie montañosa, con algunos picos por encima de los 3000 metros. Alrededor y al este del Indo se extiende una gran llanura de ríos caudalosos procedentes de las montañas en la cuenca hidrográfica del Indo. La frontera india del este y sureste es parte de una extensa zona desértica.

## Regiones geográficas

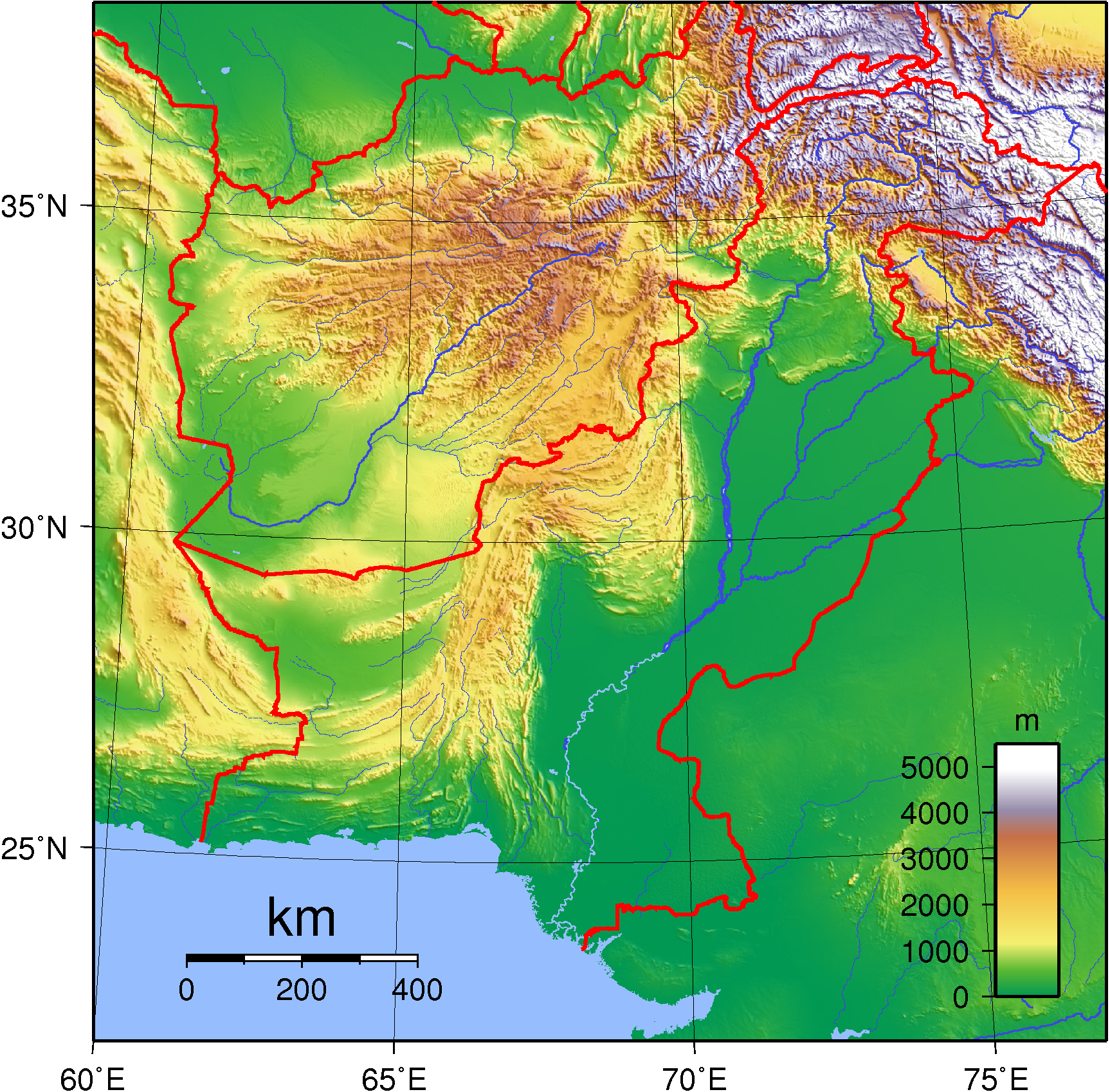
Topografía de Pakistán

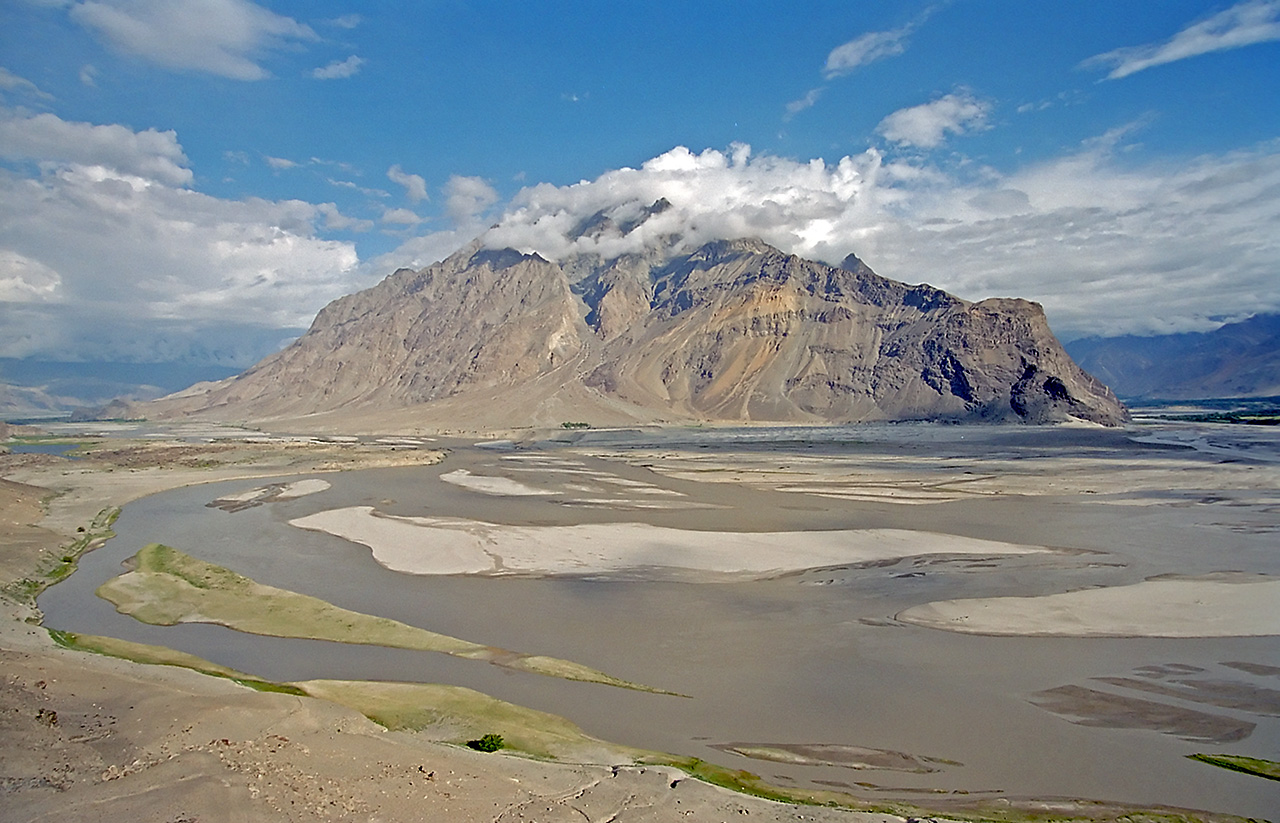
El río Indo, cerca de Skardu

Pakistán se divide en tres grandes regiones geográficas principales: las montañas del norte y el oeste, con el Himalaya, el Karakorum, el Hindu Kush y las montañas occidentales que separan la llanura de Baluchistán de Afganistán; la llanura del Indo, con dos subdivisiones que corresponden a las provincias del Punjab y Sindh, y la llanura de Baluchistán. Algunos geógrafos añaden otras regiones, como las cadenas al sur del Himalaya (meseta de Pohohar, sierra de Salt) o la frontera oriental con la India, al sur del río Sutlej (o Satlush). En conjunto, tres quintas partes del país están dominadas por montañas y mesetas, y el resto es una extensa planicie.

### Las montañas del norte y el oeste

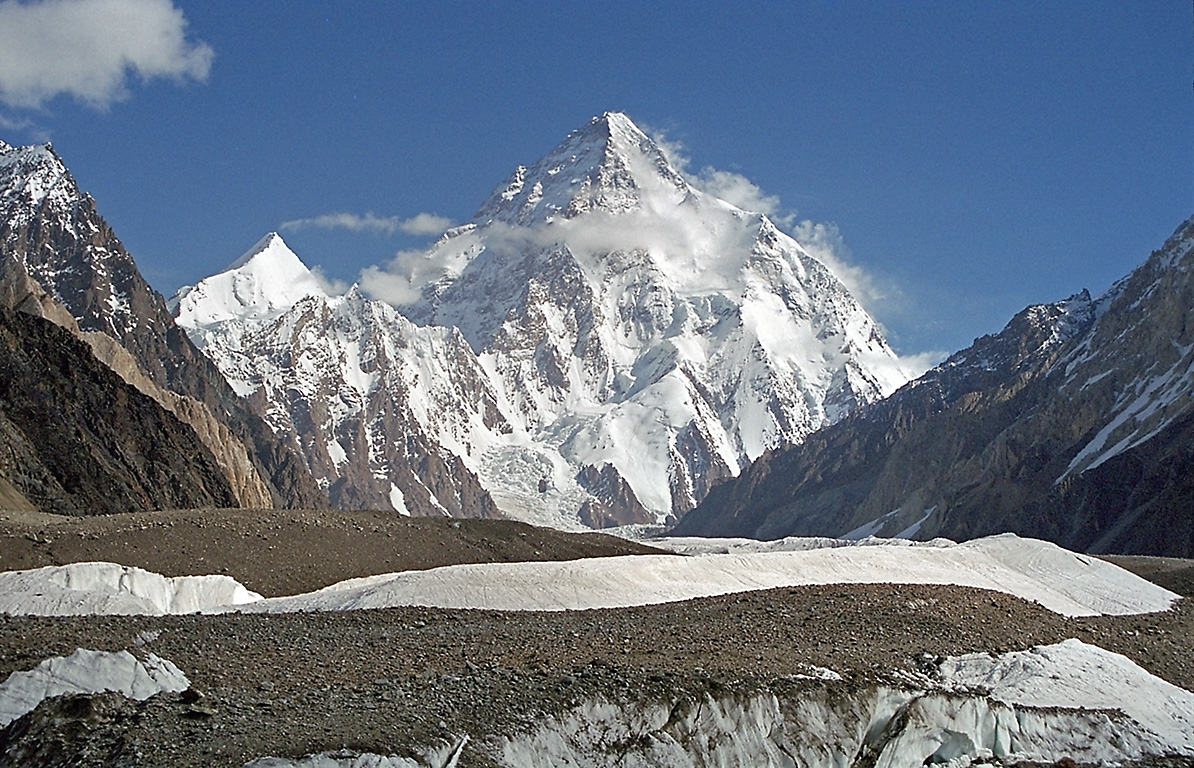
K2, cumbre del Karakórum, de 8611 m

Las montañas del norte incluyen el Hindu Kush, la cordillera del Karakorum y el Himalaya. Más de la mitad de las cimas superan los 4500 m, y al menos 50 picos alcanzan los 6500 m.
El Himalaya, en Pakistán, ocupa todo el norte del país, con una anchura de 320 km. Está dividido en tres cadenas, de sur a norte: la cordillera de Pir Panjal, la cordillera de Zaskar y la cordillera de Ladakh. Más al norte, separada por el río Indo, se encuentra la cordillera del Karakorum. El río Jhelum nace en la sierra de Pir Panjal y el Indo nace entre las de Zaskar y Ladakh, mientras que el río Shyok nace en el Karakorum. Al sur de Pir Panjal se extiende el extremo noroccidental de la cordillera de Siwalik, que se alarga hasta el sur de las colinas de Hazar y Murree, que rodean Rawalpindi.
Al norte del Karakorum se encuentra la región Autónoma Uigur de Sinkiang, de China. Al noroeste se encuentra el corredor de Wakhan, que separa Pakistán de Tayikistán. Por lo demás, en los años 1970 se construyó la carretera del Karakórum, que atraviesa estas montañas entre Gilgit, en Pakistán, y Kashgar, en China.
Al noroeste de Pakistán se encuentra el Hindu Kush, cuyas cadenas montañosas tienen la dirección sudoeste a nordeste, mientras que las del Karakórum van de sudeste a noroeste, para unirse ambas en la Cordillera del Pamir. El Hindu Kush está formado por dos cadenas de montañas principales, la más occidental, ya en Afganistán, marca la divisoria de aguas entre los ríos Indo y Amu Daria. En el extremo norte, los picos están cubiertos de nieve y hielo, con cimas como el Tirich Mir, de 7690 m. Más al sur, las montañas están cortadas por profundos valles desolados por los que discurren los ríos Kunar, Panjkora y Swat, que alimentan el río Kabul, afluente del Indo. El sur de la región está cubierto de bosques de cedros del HImalaya.
Al sur de las grandes cordilleras del norte y al oeste de la llanura del Indo se encuentra la cordillera de Safed Koh (Montañas Blancas), a occidente de la provincia de Sindh y con una gran parte al este de Afganistán. La parte norte, que se extiende por la provincia de Khyber Pakhtunkhwa, conecta con el Hindu Kush y está dividida por el río Kabul, que desemboca en el Indo. La cima más alta es el monte Sikaram, de 4761 m, que separa ambos países. En el norte también, se encuentra el paso Khyber, a 1070 m de altitud y que conecta el pueblo de Landi Kotal, en la zona de áreas tribales de Pakistán y Jamrud, en el valle de Peshawar. Otros pasos que cruzan la frontera de Afganistán son el paso Khojak, a 80 km de Quetta, en Baluchistán, y el paso Broghol, en el lejano norte, con acceso al Corredor de Wakhan, en Afganistán. La mayor parte de las laderas de las montañas carecen de vegetación destacable.
Al este de estas montañas se encuentran los valles de Peshawar, el más rico con regadíos por medio de canales, Kohat y Bannu, oasis en el árido paisaje de Khyber Pakhtunkhwa, con precipitaciones entre 250 y 400 mm. Más al este, se encuentra la meseta de Potohar, con alturas entre 350 y 575 m, entre los ríos Jhelum al este, e Indo, al oeste. Al norte, está limitada por la sierra de Kala Chitta y las colinas de Margala, de 900 a 1500 m, y al sur, por la sierra de Salt, que culmina en el monte Sakesar, de 1550 m; esta sierra contiene la secuencia geológica más completa del mundo y marca el inicio de la llanura del Indo.
Al nordeste de Potohar se encuentra la región de Sialkot, y puesto que las lluvias aumentan en esa dirección, es la más fértil.

### La llanura del Indo
La parte norte del valle del Indo, con sus tributarios, forma la región del Punjab, mientras que su curso bajo es conocido como Sindh y acaba en un gran delta. La cuenca del Indo es una gran llanura aluvial formada por cieno del Indo, cuya pendiente desde la base de las montañas hasta el mar de Arabia apenas desciende cinco metros por cada km. Ha estado poblada por agricultores hace cinco mil años. Forma parte de la llanura indogangética, que bordea por el sur todo el Himalaya, y es conocida por la cultura del valle del Indo. La gran planicie, de 2,5 millones de km², está dividida en dos por la serranía cuarcítica de Delhi, de apenas 350 m de altura, pero que ejerce de divisoria de aguas entre el Indo y el Ganges. La parte occidental es el Punjab.
La parte norte de la llanura está formada por el piedemonte de las montañas de Sulaimán, los doabs (franja de tierra entre dos ríos) y el piedemonte del Himalaya, al sur de la cordillera de Siwalik. Este último es una estrecha franja de tierra donde los ríos, que solo llevan agua en época de lluvias, entran en la llanura de forma escalonada, dando lugar a una topografía accidentada. Los doab entre ríos crean diversos tipos de paisaje, desde la llanura inundable junto a los cauces que se anega cada año (el bet, el lecho veraniego de los ríos), hasta las barras que separan los lechos, más altas y de tierra endurecida. El mayor de los doabs es el Sindh Sagar Doab, entre los ríos Jhelum e Indo. Sin embargo, los más ricos se encuentran al este. El riego excesivo ha causado la salinización de los suelos y para evitarla se construyó entre 1987 y 1997 un canal, el LBOD (Left Bank Outfall Drain) para recoger las aguas salinizadas del riego de dos millones de hectáreas y llevarlas al mar de Arabia. Sin embargo, tuvo un impacto negativo en las inundaciones de 2010. El piedemonte de las montañas de Sulaimán suele estar seco y las llanuras de inundación son estrechas.
La parte inferior de la llanura del Indo es muy plana, con una pendiente de 1 metro por cada 10 km. La parte sudoriental forma parte del desierto de Thar entre la India y Pakistán.

### La cuenca del Sistán y Beluchistán
Beluchistán, al sudoeste de Pakistán, está localizado en el extremo oriental de la meseta iraniana y en la región fronteriza entre Asia del Sudoeste, Asia Central y Asia del Sur. Geográficamente, es la más grande de las cuatro provincias de Pakistán, con 347 190 km², y forma el 48 por ciento del total del territorio. Al oeste se encuentra el Beluchistán iraní, que forma la provincia de provincia de Sistán y Baluchistán, dando al conjunto el nombre global de cuenca del Sistán; al noroeste se encuentran Afganistán y las Áreas Tribales federales de Pakistán. La población es muy baja en todo el Beluchistán debido al terreno montañoso y la escasez de agua. La parte sur se denomina Makran y la central, Kalat.
La esquina noroeste está dominada por las montañas de Sulaimán, con el paso Bolan como camino natural entre Afganistán y Kandahar. Culminan en el Takht-e-Sulaiman (Trono de Salomón), de 3487 m, y están conectadas por el norte con la cordillera de Safed Koh. La mayor parte de la provincia al sur de Quetta es terreno vacío con unos pocos poblados cerca de corrientes de agua. El desierto de Kharan, entre 250 y 1000 m, y con menos de 100 mm de precipitación es el lugar donde se realizó la segunda prueba nuclear de Pakistán.

## Hidrografía

Cuenca del Indo

La mayor parte de Pakistán pertenece a la cuenca del río Indo, entre el Himalaya y el Hindu Kush por el norte y el mar de Arabia por el sur. El Indo nace en el Tíbet, en China, y enseguida entra en Pakistán, donde recibe por la izquierda al río Zanskar. Sigue hacia el noroeste por el interior del Himalaya y recibe por la derecha al río Shyok, procedente del Karakorum. El río Shyok nace en el glaciar Rimo, una de las lenguas del glaciar de Siachen y discurre paralelamente al Indo por el norte, donde recibe al río Nubra. Antes de girar hacia el sudoeste, el Indo recibe al río Gilgit, también por la derecha, que nace en el lago Shandoor, y luego al río Kabul, alimentado por los ríos Swat y Kunar, nacidos en el Hindu Kush. Siguiendo por la derecha y procedentes de Afganistán, recibe a los ríos Kurram y Gomal.
Pero los ríos más importantes proceden del Himalaya y desembocan por su parte izquierda. Son las cinco aguas que dan nombre al Punjab, los ríos Jhelum, Chenab, Ravi, Beas y Sutlej. Los cinco ríos se van uniendo, el Jhelam y el Ravi con el Chenab, y el Beas con el Satluj, y finalmente el Beas y el Satluj se unen en el Panjnad cerca de Mithankot, donde la llanura se estrecha al acercarse al río las montañas de Sulaimán. El Panjnad recorre unos 70 km antes de desembocar en el Indo.
Entre todos forman la gran llanura del Indo, que en su mitad inferior muy seca, apenas recibe afluentes hasta su desembocadura. En conjunto, los dos tercios del agua del Indo son aprovechados para la irrigación mediante un abundante sistema de canales.
Una serie de ríos fluyen directamente al mar de Arabia, entre ellos, el río Dasht, de 430 km, que desemboca en la bahía de Gwatar, al sudoeste del país; el río Hingol, de 560 km, al este del anterior, que desemboca en el parque nacional de Hingol; el río Hub, y los ríos Malir y Lyari, que atraviesan Karachi.

### Presas y embalses de Pakistán
De acuerdo a la Comisión Internacional de Grandes Embalses (ICOLD, International Commission on Large Dams), en Pakistán hay 164 embalses cuya presa tiene más de 15 m de altura. Las más destacables son:
- En la zona alta del río Jhelum, en Azad Cachemira, se encuentra la presa de Neelum–Jhelum como parte del esquema hidroeléctrico de Pakistán, que suministra agua desde el río Neelum a una estación hidroeléctrica en el río Jhelum. La presa tiene 60 m de altura y el embalse una capacidad de 8 hm³. La potencia obtenida es de 969 MW. Río abajo se encuentra el embalse de Mangla, cuya presa es la séptima más grande del mundo, con 147 m de altura, 3140 m de longitud y una potencia de 1150 MW; el embalse ocupa 251 km² y tiene una capacidad de 9,12 km³.

- En la región de Sindh, al sudeste de Pakistán, se encuentran tres grandes embalses: Darawat, Chotiari (descarga salina del Canal de drenaje LBOD de la llanura del Indo) y Nai Gaj (en construcción en el río Gaj).

- En Beluchistán hay una treintena de embalses. Destacan el de Akra Kaur, que suministra agua potable a Gwadar; el de Hub, tercero del país, que suministra agua a Karachi; el Naulong, en construcción en el río Mula; el de Sabakzai, en el río Sawar, afluente del río Zhob; el Mirani, en el río Dasht, en la costa sudoeste, y el Wali Tangi.

- En la región de Gilgit-Baltistán se encuentra el embalse de Satpara, a 4 km de Skardu.

- En la región de las Áreas tribales bajo administración federal o FATA, se encuentran los embalses de Dandy, Dargai Pal y Gomal Zam, en el río Gomal.

- En la región de Khyber Pakhtunkhwa, en el Hindu Kush, hay unas 25 presas de cierto tamaño. Destacan la presa hidroeléctrica de Allai Khwar, sin retención de agua, diseñada para producir 121 MW; la presa hidroeléctrica de Khan Khwar, igual que la anterior para producir 72 MW, ambas en los ríos de su mismo nombre, afluentes del Indo; el embalse de Khanpur, 140 hm³, para suministrar agua a Islamabad; el embalse de Tarbela, en el río Indo, con la presa más grande del mundo de tierra prensada, de 143 m de altura, y 2,75 km de longitud, una superficie de 250 km² y un volumen de 13,7 km³; puede llegar a producir 3478 MW,[10][11] y la planta hidroeléctrica de Duber Khwar, en el río Duber Kwar, afluente del Indo, con 130 MW.

- En el Punjab hay unas 33 presas relevantes. Destacan la presa hidroeléctrica de Ghazi-Barotha, en el río Indo, cerca de Attock, con una potencia de 1450 MW; el embalse de Namal (o lago Namal), en el río Namal, cerca de Mianwali, y los embalses de Rawal (o lago Rawal), en el río Korang, y Simly, en el río Soan para suministrar agua a Rawalpindi e Islamabad.

## Clima de Pakistán

Mapa de Köppen de climas de Pakistán; en rojo desértico cálido; en amarillo, mediterráneo templado y semiárido; en calabaza, semidesértico; en azul, continental húmedo, y en salmón, desértico frío

Gran parte de Pakistán tiene clima tropical o subtropical, semiárido o desértico, pero en el norte, en las montañas, el clima es húmedo y frío, y en los picos más altos, es muy frío. El periodo más fresco y lluvioso se da entre el otoño y principios de primavera, cuando sucesivos frentes alcanzan el país. En plena primavera, se producen tormentas y vientos fuertes por el choque de las masas de aire; a principios de verano, antes de los monzones, el calor es extremo, y de julio a mediados de septiembre, llegan los monzones de la India, aunque no alcanzan a todo el país, y se quedan en la parte oriental. Además, los monzones son irregulares, hay años que provocan inundaciones y otros que no llegan. Las lluvias más intensas se dan en el norte, en el curso alto del Indo, y las inundaciones se producen en las zonas bajas. Los años de La Niña, llueve más de lo normal, y los años de El Niño, menos.
En la zona montañosa del norte y el oeste, el clima es continental, con un amplio rango de temperatura, anual y diario. Los vientos fríos de las latitudes medias pueden llegar de diciembre a mayo, pero las lluvias dependen de la orientación de las laderas. En la zona de Azad Cachemira, en Khyber Pakhtunkhwa, y en la zona disputada de Gilgit-Baltistán, caen menos de 250 mm; sin embargo, en las zonas altas nieva en invierno y por encima de 4500 m hay grandes glaciares. Hay tres zonas montañosas, el Karakorum (8611 m en el K2), al nordeste; el Himalaya (8126 m en el Nanga Parbat), en el centro-nordeste, y el Hindu Kush (7690 m en el Tirich Mir, al noroeste.
Skardu, en el interior de las montañas, entre el K2 y el Nanga Parbat, a 2200 m de altura y punto de partida para las expediciones al K2, caen en torno a 175-200 mm anuales de lluvia, con mínimos entre junio y noviembre; las medias de enero diarias son de -8 °C y las máximas de 3 °C; (récord de -25 °C; en julio y agosto oscilan entre 16 y 32 °C, con récord de 41 °C. Sin embargo, en la cara sur de las montañas, en el distrito de Abbottabad, que recibe los vientos de los monzones, pueden caer más de 1500 mm, por ejemplo, en Islamabad, con 1250 mm (más de 200 mm en julio y agosto, menos de 50 mm entre octubre y diciembre, temperaturas en invierno entre 3 y 18 °C, y en verano entre 24 y 39 °C. En las montañas de la parte central y sur, en cambio, llueve poco; en Quetta, a 1600 m, caen unos 245-260 mmm, con el máximo (50 mm mensuales) entre enero y abril. En invierno, las temperaturas oscilan entre -3 y 11 °C, y en verano, entre 20 y 36 °C.
En la región del Punjab, la tierra de los cinco ríos, el clima es subtropical. En Peshawar, en la llanura, caen 410 mm anuales y solo caen menos de 20 mm en octubre y noviembre; en invierno tienen entre 4 y 18 °C, y en verano, entre 26 y 40 °C. En Lahore, más al sur y al este en el Punjab, caen 500 mm.
Las precipitaciones descienden en la llanura del Indo. En Jacobabad caen 110 mm, y en Hyderabad unos 180 mm. Como la primera está en el interior, las temperaturas son más extremas; en enero 6 y 22 °C, pero en junio y julio, 29 °C de mínimas medias y 45 °CC de medias máximas diarias. En ambas, las lluvias en julio y agosto.
En el sur, en la costa del mar de Arabia, el clima es desértico o semidesértico. En Karachi, la capital, caen 200 mm, casi todo en julio y agosto; las temperaturas entre 11 y 26 °C en enero, y entre 28 y 35 °C en junio, antes de las lluvias. La ciudad puede verse afectada por los ciclones entre mayo y noviembre.

## Áreas protegidas de Pakistán
En Pakistán hay 178 áreas protegidas que cubren 98 000 km², el 12,3 por ciento del territorio, además de 1700 km² de áreas marinas, el 0,77 por ciento de los 222 744 km² que corresponden a Pakistán. Del total, 14 son parques nacionales, 66 son reservas de caza, 77 son santuarios de vida salvaje, 1 es una reserva privada y 7 corresponden a otra denominación. De estas, 1 es una reserva de la biosfera de la Unesco (Parque nacional de Lal Suhanra) y 19 son sitios Ramsar.